# イタ飯

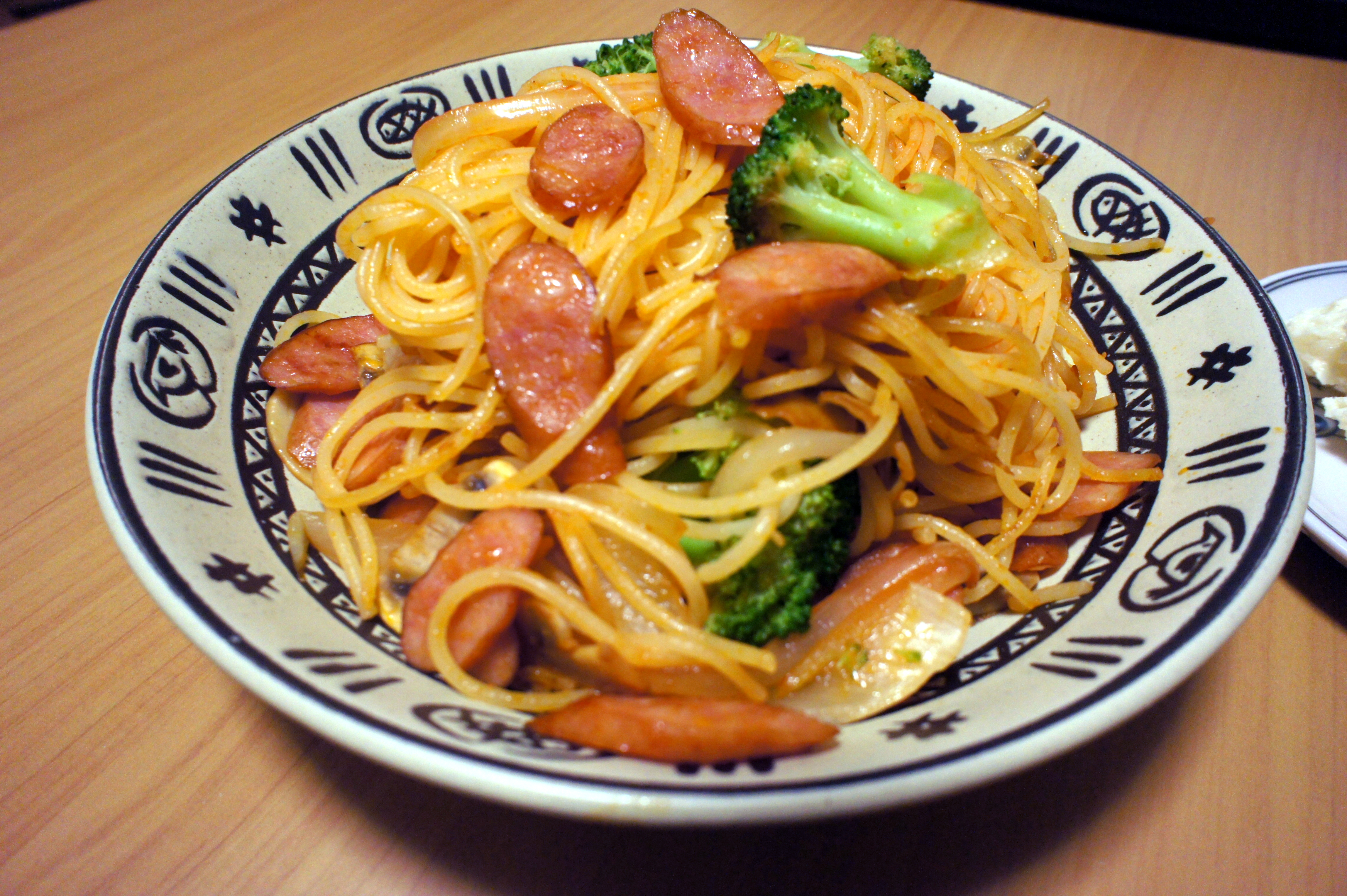
ナポリタン、ソーセージと野菜の和風スパゲティ

イタ飯（イタめし）とは、イタリア料理を基にしたイタリア料理の一種である。言葉はイタリア料理と日伊多国籍料理を区別するためによく使われる。

## 語源
日本初のイタリア料理店は1880年フランス人一座とともに来日したピエトロ・ミリオーレ（Pietro Migliore）が新潟市に開いたイタリヤ軒である。
日伊多国籍料理は、1920年代にスパゲッティが日本に紹介され、小さなカフェで提供されたことから始まった。1970年以前は、日本には本格的なイタリア料理店はほとんどなく、ピザやパスタの店が数軒あるだけだった。イタリア料理が日本で大きな足がかりを得るのは、1997年のアジア通貨危機が起こり、多くの高級レストランが低賃金と価格上昇の影響を受けた1990年代になってからである。これらのレストランやシェフの多くは、より安価な代替案としてイタリア料理に目を向け、そこからイタリア料理は国内でさらに人気を集めるようになった。

## 海外人気
このフュージョン料理の人気は米国で急上昇し、さまざまな料理本や、これらの料理を紹介するビデオがネット上で人気を集めている。